# لی دونپورت
 لی دونپورت (انگلیسی: Lee Davenport؛ زاده ۳۱ دسامبر ۱۹۱۵ - درگذشته ۳۰ سپتامبر ۲۰۱۱) یک فیزیک‌دان اهل ایالات متحده آمریکا بود.